# 科茲梅什蒂 (瓦斯盧伊縣)
46°44′N 27°29′E / 46.733°N 27.483°E
科茲梅什蒂鄉（羅馬尼亞語：Comuna Cozmești, Vaslui），是羅馬尼亞的鄉份，位於該國東北部，由瓦斯盧伊縣負責管轄，面積42平方公里，海拔高度160米，2007年人口2,484，人口密度每平方公里58人。